# Боржигантай
Боржиганта́й (рос. Боржигантай) — село у складі Могойтуйського району Забайкальського краю, Росія. Адміністративний центр та єдиний населений пункт Боржигантайського сільського поселення.

## Населення
Населення — 1003 особи (2010; 1166 у 2002).
Національний склад (станом на 2002 рік):
- росіяни — 87 %